# Goshen (Nueva Jersey)
Goshen es un lugar designado por el censo ubicado en el condado de Cape May en el estado estadounidense de Nueva Jersey. En el Censo de 2020 tenía una población de 400 habitantes y una densidad poblacional de 88,30 habitantes por km². Fue incluido como CDP en el censo de 2020.

## Geografía
Goshen se encuentra ubicado en las coordenadas 39°08′29″N 74°51′11″O / 39.14139, -74.85306. Según la Oficina del Censo de los Estados Unidos,  tiene una superficie total de 4,53 km², de la cual 4,52 km² corresponden a tierra firme y 0,01 km² a agua.